# Спасо-Преображенська церква (Солом'янка)
Спасо-Преображенська церква — діюча церква Української православної церкви Московського патріархату в Солом'янському районі Києва, на території парку імені Миколи Зерова за адресою: Повітрофлотський проспект, 29.

## Історія

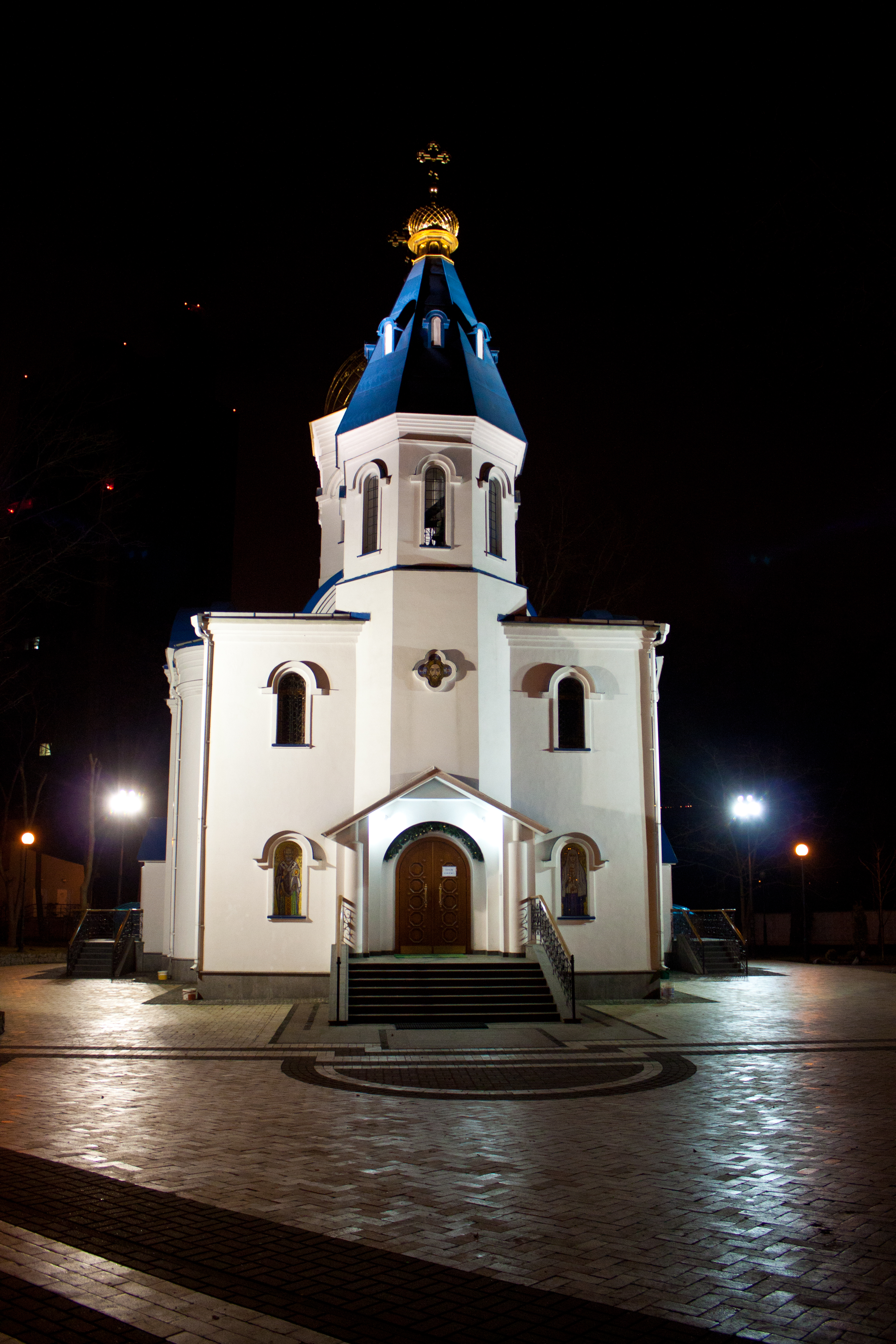

Перше богослужіння у парку ім. Зерова відбулося 26 квітня 1998 року, а вже у червні 1998 року розпочалося будівництво каплиці. Перше богослужіння в побудованій каплиці відбулося вже 4 грудня 1998 року, хоча освячення церкви Митрополитом Володимиром відбулося у жовтні 1999 року.
Однак було зрозуміло, що невеличка капличка замала для всіх вірян, тому у березні 2003 року розпочалося будівництво великого мурованого Преображенської церкви. Водночас із будівництвом проводилися службі у нижньому та верхньому храмах, що будувалися. 30 квітня 2005 року було освячено храмові хрести, а 10 листопада 2007 року Митрополит Володимир освятив новозбудовану церкву.
Настоятелем церкви від початку є протоієрей Сергій Дегтярьов.

## Святині церкви
- ковчежець з частками мощей багатьох святих, зокрема прпп. Антонія Великого, Антонія Радонезького та Германа Соловецького;
- ікони з частками мощей прп. Феодора Санаксарського та прав. Феодора Ушакова.